# Most Krka
Most Krka je armiranobetonski lučni most preko rijeke Krke kod Skradina, na dionici autoceste A1 Skradin - Šibenik. Izgradnja mosta započela je u siječnju 2003. godine, a radovi su završeni u prosincu 2004. godine.
Duljina mosta je 391,16 m, raspon luka iznosi 204 m, sa strelicom visine 56 m. Temelji stupova, upornjaka i luka izvedeni su na stijeni. Poprečni presjek luka je sandučasti, s dvjema komorama, visine 3 m i širine 10 m. S obzirom na blizinu Nacionalnog parka, sustav odvodnje je u cijelosti zatvoren, s obostranim odvodnim žljebovima smještenim uz bočne vijence. Sustav odvodnje sadrži skup građevina zahvaljujući kojima se oborine kontrolirano odvodnjavaju s područja prometnice, te nakon obrade u posebnim građevinama ispuštaju u okoliš.